# Gabriel Stalder
Gabriel Stalder (* 1. Juli 1828 in Beckenried; † 7. September 1902 in Luzern) war ein Schweizer Politiker. Von 1892 bis 1901 gehörte er als Vertreter der Liberalen dem Regierungsrat des Kantons Nidwalden an.

## Leben
Gabriel Stalder wurde als Sohn des Alois Stalder und der Katharina Amstad geboren. Er wuchs in Beckenried auf und ging dort zur Schule. Beruflich wurde er Ledergerber. Zudem war er noch Gastwirt des Gasthauses «zum Hirschen». 
Gabriel Stalder kam erst spät zur Politik. Seine ersten politischen Ämter waren die eines Armenrats und des Armenpräsidenten (Vorsteher des Armenrats) und Mitglieds des Vermittlungsgerichts in den  1870er-Jahren. Ab 1883 war Stalder Mitglied des Kirchenrats und wurde auch Kirchmeier (Präsident des Kirchenrats). Im selben Jahr wurde Stalder Gemeinderat und zwei Jahre später sogar Gemeinderat von Beckenried.   
Auf kantonaler Ebene wurde Gabriel Stalder im Jahr 1883 Ratsherr im Landrat und war im Parlament Mitglied der Landsteuerkommission. Er blieb im Landesparlament bis 1895. Die Landsgemeinde von 1892 wählte Stalder in den Regierungsrat. Er blieb neun Jahre Mitglied der Nidwaldner Regierung.
Gabriel Stalder heiratete 1860 die Solothurnerin Anna Pfluger. Diese Ehe blieb kinderlos. Nach dem Tod seiner Gattin 1895 heiratete er im Jahr 1897 Agnes Wyrsch.  Aus dieser Ehe stammen vier Kinder (drei Söhne und eine Tochter). Gabriel Stalder starb an den Folgen einer Operation. 

## Quelle
- Neues Stammbuch. Band VIII, Stalder, 9 (5) (Seiten 7 und 8).